# José Rojas
José Manuel Rojas Bahamondes (* 23. června 1983, Talagante, Chile) je bývalý chilský fotbalový obránce. Účastník Mistrovství světa 2014 v Brazílii.

## Klubová kariéra
José Rojas působí po celou svou kariéru v Chile v klubu Universidad de Chile, v jehož dresu debutoval v roce 2003 v profesionálním fotbale. Pouze od července do prosince 2006 hostoval v argentinském celku CA Independiente.

## Reprezentační kariéra
V A-mužstvu Chile debutoval v roce 2007. Argentinský trenér Jorge Sampaoli ho vzal na Mistrovství světa 2014 v Brazílii, kde chilský národní tým vypadl po vyrovnané bitvě v osmifinále s Brazílií v penaltovém rozstřelu.